# Forois, Rozivka
Forois (în ucraineană Форойс) este un sat în comuna Solodkovodne din raionul Rozivka, regiunea Zaporijjea, Ucraina.

## Demografie
Componența lingvistică a localității Forois
     Ucraineană (75%)
     Rusă (25%)
Conform recensământului din 2001, majoritatea populației localității Forois era vorbitoare de ucraineană (75%), existând în minoritate și vorbitori de rusă (25%).